# Kofun
I kofun (古墳?) sono delle antiche sepolture presenti in Giappone, tipicamente sotto forma di tumuli e megaliti, risalenti alla protostoria. Diedero il nome al periodo Kofun (250-538 d.C.).

## Topografia

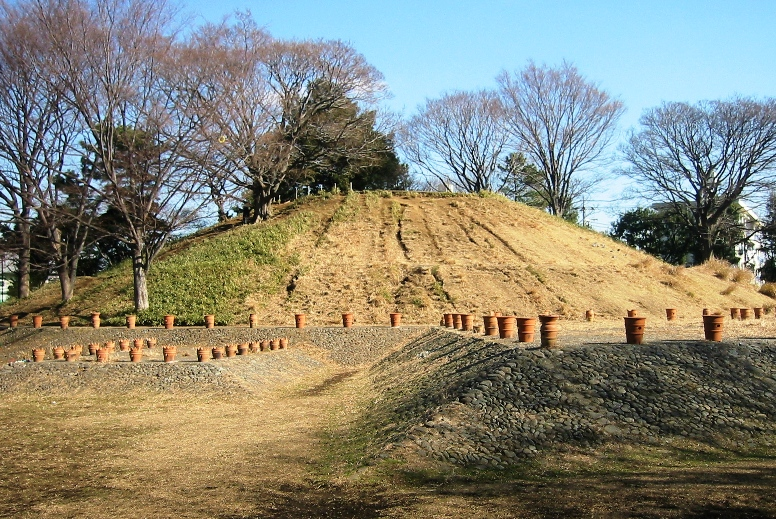
Kofun di Noge-Ōtsuka (野毛大塚古墳), Setagaya-ku, Tōkyō, V secolo

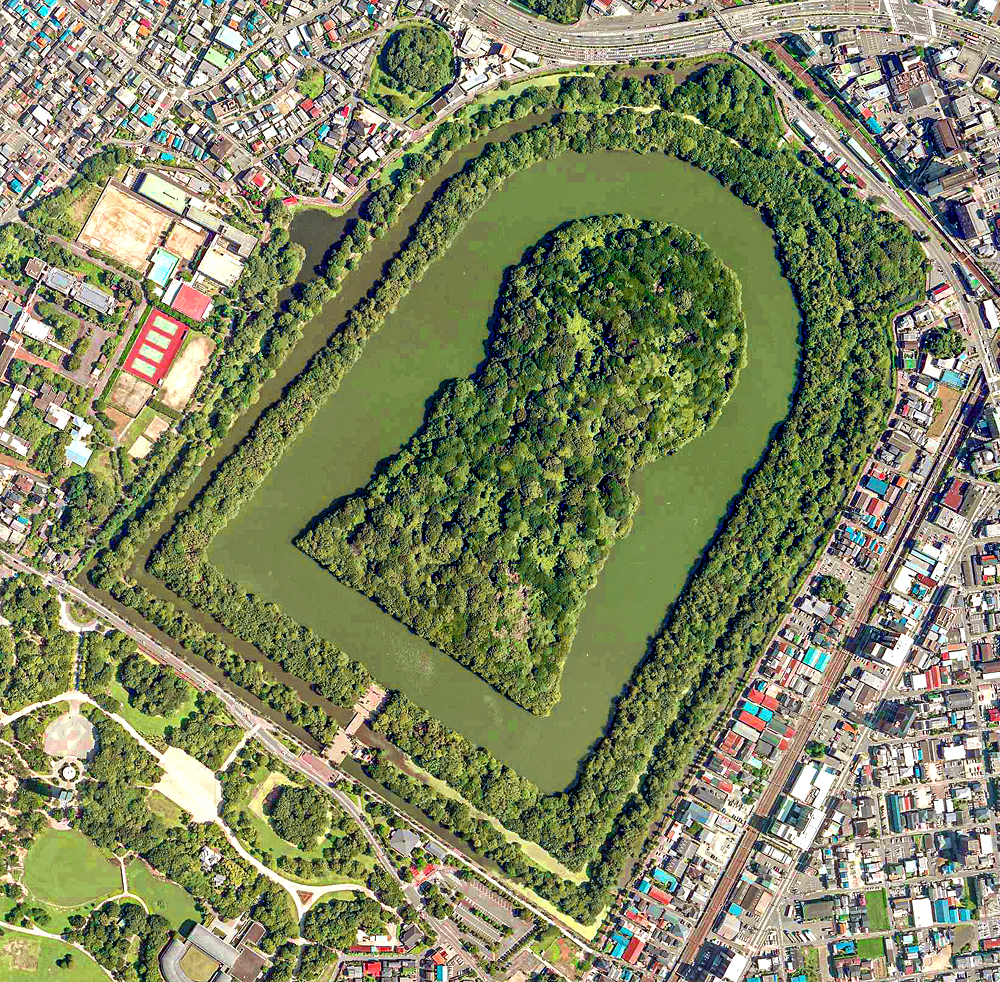
Daisenryo Kofun, tomba dell'Imperatore Nintoku, Osaka, V secolo

I tumuli dei kofun hanno acquistato varie conformazioni nel corso della storia. La conformazione più comune assume una forma simile a quella di un buco di una serratura (praticamente vede rappresentato un cerchio sopra un trapezio), tuttavia esistono anche kofun con forme circolari (empun), rettangolari (zempokoho) e quadrati (hofun). Il kofun a forma di serratura (zempo koen) è tipicamente giapponese. La camera funeraria in genere veniva posta nelle camere circolari. La parte anteriore del kofun di solito era orientato in direzione sud o ovest. Gli Haniwa venivano schierati per poter proteggere e delimitare l'area sacra. Alcuni kofun sono circondati da un fossato, altri da pozzi d'acqua che dovevano simboleggiare la separazione tra il mondo della vita e quello della morte. Molti kofun in origine erano comuni colline, molto probabilmente sono state scolpite fino ad ottenere la loro forma finale. Le dimensioni dei kofun sono varie, ma possono superare il 400 metri in lunghezza. Le tombe di alcuni imperatori, come l'imperatore Ojin e Nintoku, sono considerati i kofun più grandi in assoluto.

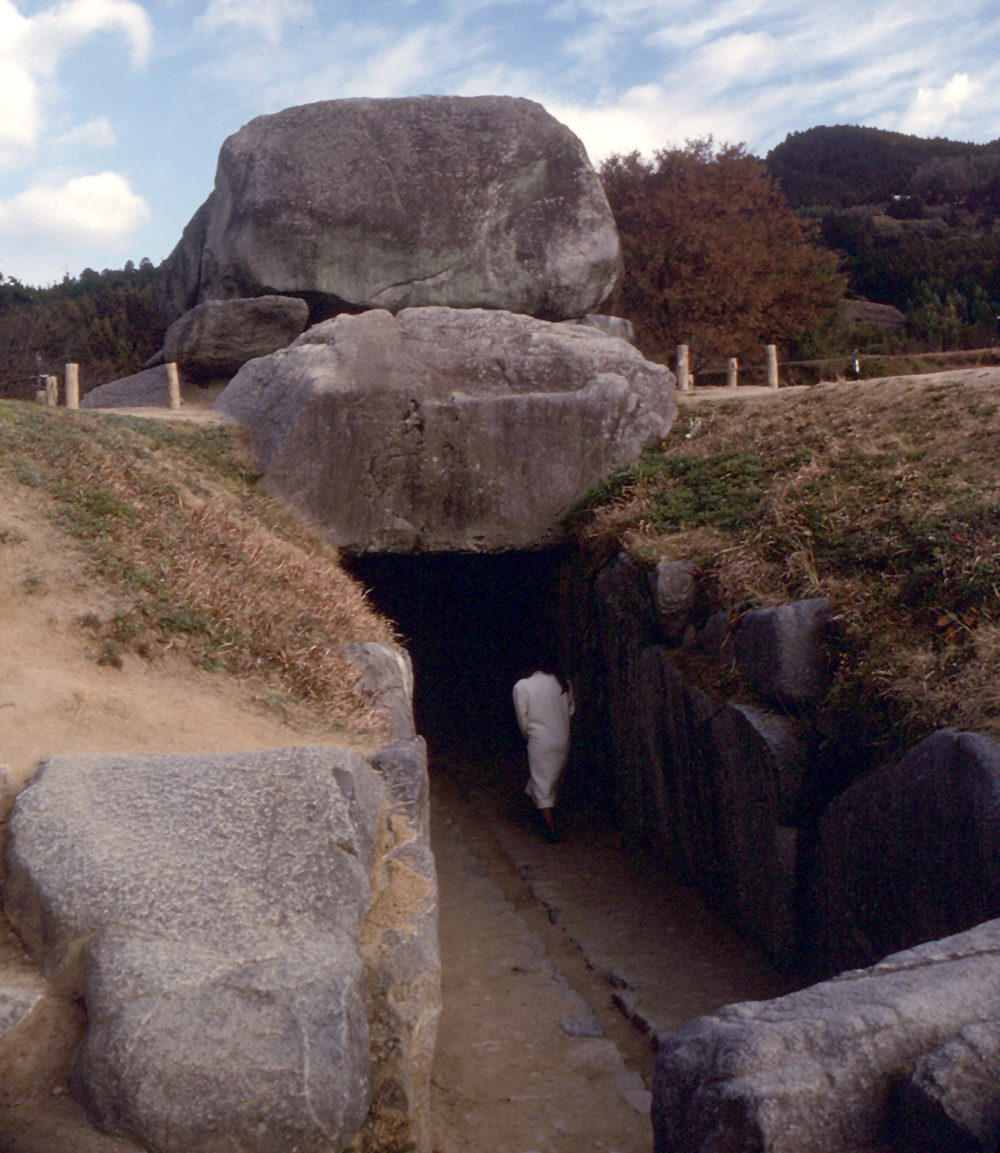
Ishibutai Kofun

I kofun sono classificati anche in base all'entrata della camera mortuaria, che poteva essere verticale (tate-ana) o orizzontale (yoko-ana).
Nel tardo periodo kofun cominciano ad apparire dei kofun collettivi, destinati ad ospitare le salme della popolazione.

## Sviluppo dei kofun
Si dice che il kofun giapponese più antico sia quello di Hokenoyama situato a Sakurai, Nara, e risalente alla fine del terzo secolo. In genere per costruire un kofun si posizionava una bara in legno in fondo ad un pozzo, che poi veniva ricoperto da pietre e terra.
A Makimuku, nel distretto di Sakurai, è stato trovato il kofun zempo koen più antico, risalente agli inizi del quarto secolo. I kofun zempo koen si diffusero da Yamato a Kawachi (dove è costruito il kofun dell'imperatore Nintoku) in tutto il paese nel quinto secolo. Risalgono alla fine del quinto secolo alcuni kofun zempo koen ritrovati nella confederazione di Gaya in Corea.
All'inizio del quinto secolo i kofun aumentarono notevolmente di volume per diventare sempre più sfarzosi, mentre verso la fine del secolo aumentarono di numero ma diventarono sempre più modesti. 
Si crede che la diffusione dei kofun zempo koen sia la prova evidente dell'espansione della corte di Yamato, anche se c'è chi sostiene che si tratti di una semplice diffusione culturale avvenuta progressivamente e che ha poco a che fare con l'espansione politica.
Per quel che riguarda i kofun ritrovati in Corea potrebbero essere un segno dell'influenza della cultura giapponese, o anche tombe fatte costruire appositamente da alcuni aristocratici giapponesi residenti in Corea.